# Bring on the Night
Bring on the Night är ett dubbelt livealbum med Sting, hans andra album som soloartist, och gavs ut sommaren 1986. Det spelades in under fyra olika konserter under turnén 1985, nio av låtarna var inspelade i Paris. En dokumentärfilm med samma namn, regisserad av Michael Apted, hade premiär i november 1985.

## Bakgrund
Albumet innehåller såväl låtar från soloalbumet The Dream of the Blue Turtles som från tiden med The Police. De fyra låtar som inte var från albumen var Low Life (originalversion var singel B-Sida till The Police "Spirits In The Material World" 1981), I Burn for You (originalversion var från soundtracket till filmen "Brimstone and Treacle" 1982, Sting hade tidigare spelat in I Burn for You med bandet Last Exit 1980). Another Day (originalversion var singel B-Sida till Stings "If You Love Somebody Set Them Free" 1985). Down So Long (utgavs först 1956 som I've Been Down So Long av blues-gitarristen J.B. Lenoir).

## Låtlista
Samtliga låtar skrivna av Sting, om annat inte anges.
Skiva ett
1. "Bring on the Night/When the World Is Running Down You Make the Best of What's Still Around" - 11:42
2. "Consider Me Gone" - 4:51
3. "Low Life" - 4:05
4. "We Work the Black Seam" - 6:56
5. "Driven to Tears" - 6:59
6. "The Dream of the Blue Turtles/Demolition Man" - 5:54

Skiva två
1. "One World (Not Three) /Love Is the Seventh Wave" - 11:09
2. "Moon Over Bourbon Street" - 4:21
3. "I Burn for You" - 5:23
4. "Another Day" - 4:42
5. "Children's Crusade" - 5:26
6. "Down So Long" (Alex Atkins, J. B. Lenoir) - 4:35
7. "Tea in the Sahara" - 6:25

## Medverkande
- Sting - gitarr, sång
- Darryl Jones - bas
- Branford Marsalis - saxofon
- Kenny Kirkland - keyboard
- Omar Hakim - trummor
- Janice Pendarvis - sång
- Dolette Mc Donald - sång